# Круиз (група)
„Круиз“ е рок група от Тамбов, Русия.
Специфична е с разнообразието от стилове, в които свири – от арт рок до спийд метъл. Сред хитовете на Круиз са „Железный рок“, „Рок насегда“, „Крутитстя волчок“, „Последный рассвет“ и други.

## История
Групата е създадена през 1978 г. по инициатива на музикантите от група „Молодые голоса“. Още през 1980 г. издават първият си албум – „Крутится волчок“. Песните в него са в стил хардрок, някои от тях и с танцувални елементи. Едноименната песен, композирана от Сергей Саричев, се превръща в хит.
През 1982 г. Круиз за първи път изнася концерт в Москва. Така популярността на групата нараства. Същата година издават и вторият си албум „Послушай, Человек“.
През лятото на 1984 г. Круиз е разформирован с указ на министерството на културата на СССР. Половината членове на групата, в това число и вокалистът Александър Монин основават група ЭВМ. Китаристът Валерий Гаина привлича нови имена в групата и започват репетиции по нов албум. Песните в него са в съвсем различен стил, като три от тях са против войната. Това кара властта да върне групата. Тогава Круиз започват да свирят хевиметъл, а някои от хитовете като „Мираж“ и „Не падай духом“ са презаписани, само че с по-твърда мелодия. За кратко вокалист е доскорошният барабанист Всеволод Королюк, но в края на 1985 г. той напуска групата. Групата издава албумът „КиКоГаВВа“, което е съкращение от инициалите на членовете.
Записан е демо-албумът „Рок навсегда“, който е издаден от Мелодия под името „Круиз 1“. Той е разпространен в тираж 12,5 млн. и добива огромен успех. По това време Круиз е само с двама членове в състава си – Валерий Гаина и барабанистът Сергей Ефимов. В края на 1986 г. се присъединява басистът Фьодор Василев.
През 1988 започват турнета из Европа, изнасяйки концерти в редица държави, сред които е и България. Изнасят концерт в Мюнхен, а подгряваща група са Шах. Записват и албум в Германия, който е на английски език.
На следващата година трябва да се изаде албумът „Culture shock“, но барабанистът Сергей Ефимов напуска групата. В крайна сметка и албумът не е издаден и Круиз се завръщат в СССР. През 1990 г. Валерий Гайна започва нов проект и изоставя групата, която на практика се разпада.
През 1992 г. музикантите от ЭВМ възстановяват Круиз. През 1996 г. излиза двойният албум „Всем встать“, в който са включени песни от творчеството на ЭВМ. През 2001 излиза албумът „Ветераны рока“, записан със съдействието на звукорежисьора Александър Кузмичев. Към групата се присъединяват бившите членове на ЭВМ Пьотър Макиенко и Игор Костиков. Някои песни от този албум са от единствения албум на ЭВМ „Здравствуй, Дурдом“. През 2005, по случай 25-годишнината на групата, излиза компилацията „25 и 5“, а през 2008 най-накрая е издаден и „Culture shock“. На 27 август 2010 умира вокалистът Александър Монин. Малко след това е обявено, че ще бъде издаден сборник с песни на Монин, които е записвал солово. През януари 2011 Круиз е възроден с двама нови вокалисти – Дмитрий Авраменко и Вадим Маликов. През 2012 Круиз правят турне в памет на Александър Монин. В него участва и състава от хевиметъл периода. (Валерий Гаина, Фьодор Василев и Сергей Ефимов).
През 2016 г. Круиз се събира в обновен състав и планира празнуването на 35-годишен юбилей. Скоро обаче съставът се разбива на три формации – Круиз в състав Безуглий, Василиев и Шаповалов, Трио Круиз (Гаина, Василиев и Ефимов), изпълняващо песните от хевиметъл периода и Круиз Матвея Аничкина, изпълняващи ранното творчество на групата.

## Албуми
- Крутится Волчок (1980)
- Послушай, Человек (1982)
- Путешествие на Воздушном Шаре	(1983)
- P.S. Продолжение Следует (демо, 1984)
- КиКоГаВВА	(1985)
- So Come With Us (демо, 1985)
- Круиз-1	(1986)
- Kruiz	(1988)
- Железный Рок	(демо, 1988)
- Culture Shock A.L.S. (демо, 1989)
- Live in Munich 1988 (1989)[2]*
- Iron Rock (компилация, 1989)
- 1990 demo (демо, 1990)
- Live at Robin Good Festival (1994)
- Волчок (компилация, 1994)
- Всем Встать	(1996)
- Ветераны Рока	(2001)
- Promo	(демо, 2002)
- 25 и 5	(компилация, 2006)
- Culture Shock A.L.S. (2008)
- Live in Omsk 1986 (2008)
- Концертният албум Live in Munich се издава само в някои държави.